# Wiktor Guszczinski
Wiktor Giennadjewicz Guszczinski (ur. 12 sierpnia 1978 w Norylsku) – rosyjski lekkoatleta, trójskoczek.
Złoty medalista mistrzostw Europy juniorów (1997). Drugi zawodnik halowego pucharu Europy (2004). Siódmy zawodnik igrzysk olimpijskich (2004).
Złoty medalista mistrzostw Rosji, zarówno w hali, jak i na stadionie.
Ma 202 cm wzrostu.

## Rekordy życiowe
- Trójskok (stadion) – 17,22 (2004)[7]
- Trójskok (hala) – 17,33 (2006)[7]